# Kittipong Buathong
Kittipong Buathong (thailändisch กิตติพงศ์ บัวทอง, * 1. Oktober 1992), auch als Jay bekannt, ist ein thailändischer Fußballspieler.

## Karriere
Kittipong Buathong spielt seit mindestens 2019 beim Ranong United FC. Wo er vorher gespielt hat, ist unbekannt. Der Verein aus Ranong, einer Stadt in der Provinz Ranong in der Südregion von Thailand, spielte in der dritten Liga, Thai League 3, in der Lower Region. 2019 wurde er mit dem Verein Vizemeister und stieg somit in die zweite Liga auf. Zu Beginn der Saison 2021/22 wechselte er zum ebenfalls in der zweiten Liga spielenden Udon Thani FC. Für den Verein aus Udon Thani absolvierte er 16 Zweitligaspiele. Nach der Hinrunde 2021/22 wechselte er im Dezember 2021 zum Ligakonkurrenten Lamphun Warriors FC. Am Ende der Saison feierte er mit dem Verein aus Lamphun die Meisterschaft der zweiten Liga und den Aufstieg in die erste Liga. Im Januar 2024 wechselte er auf Leihbasis zum Zweitligisten Chiangmai United FC. Für den Zweitligisten aus Chiangmai bestritt er 16 Ligaspiele. Nach der Ausleihe kehrte er zu den Warriors zurück. Nach der Rückkehr wurde sein Vertrag bei den Warriors nicht verlängert. Nach der Ausleihe wurde er von Chiangmai im Juli 2024 fest unter Vertrag genommen. Im Sommer 2025 wurde sein Vertrag in Chiangmai nicht verlänger. Im Juli 2025 nahm ihn der Zweitligaaufsteiger Pattani FC aus Pattani unter Vertrag.

## Erfolge
Ranong United FC
- Thai League 3 – Lower Region: 2019 (Vizemeister)  ▲

Lamphun Warriors FC
- Thailändischer Zweitligameister: 2021/22  ▲